# Spodnja Ponkvica
Spodnja Ponkvica este o localitate din comuna Šmarje pri Jelšah, Slovenia, cu o populație de 71 de locuitori.